# Kniaża-2 Szczasływe
Kniaża-2 Szczasływe (ukr. Футбольний клуб «Княжа-2» Щасливе, Futbolnyj Kłub "Kniaża-2" Szczasływe) – ukraiński klub piłkarski z siedzibą w osiedlu typu miejskiego Szczasływe w rejonie boryspolskim w obwodzie kijowskim. Jest drugim zespołem klubu Kniaża Szczasływe. Status profesjonalny otrzymał w roku 2008.
Zgodnie z regulaminem klub nie może awansować do ligi, w której już gra I zespół klubu, oraz nie może występować w rozgrywkach Pucharu Ukrainy.
Występuje w rozgrywkach ukraińskiej Drugiej Lihi.

## Historia
- 2008—...: Kniaża-2 Szczasływe (ukr. «Княжа-2» Щасливе)

Klub Kniaża-2 Szczasływe zaczął występować w rozgrywkach Drugiej Lihi od sezonu 2008/09.
Po rundzie jesiennej sezonu 2008/09 z przyczyn finansowych zrezygnował z dalszych występów w Drugiej Lidze i został pozbawiony statusu klubu profesjonalnego.

## Inne
- Kniaża Szczasływe